# Lista de municípios da Região Nordeste do Brasil por população
Lista dos municípios mais populosos da Região Nordeste do Brasil (IBGE/2019).

## Municípios

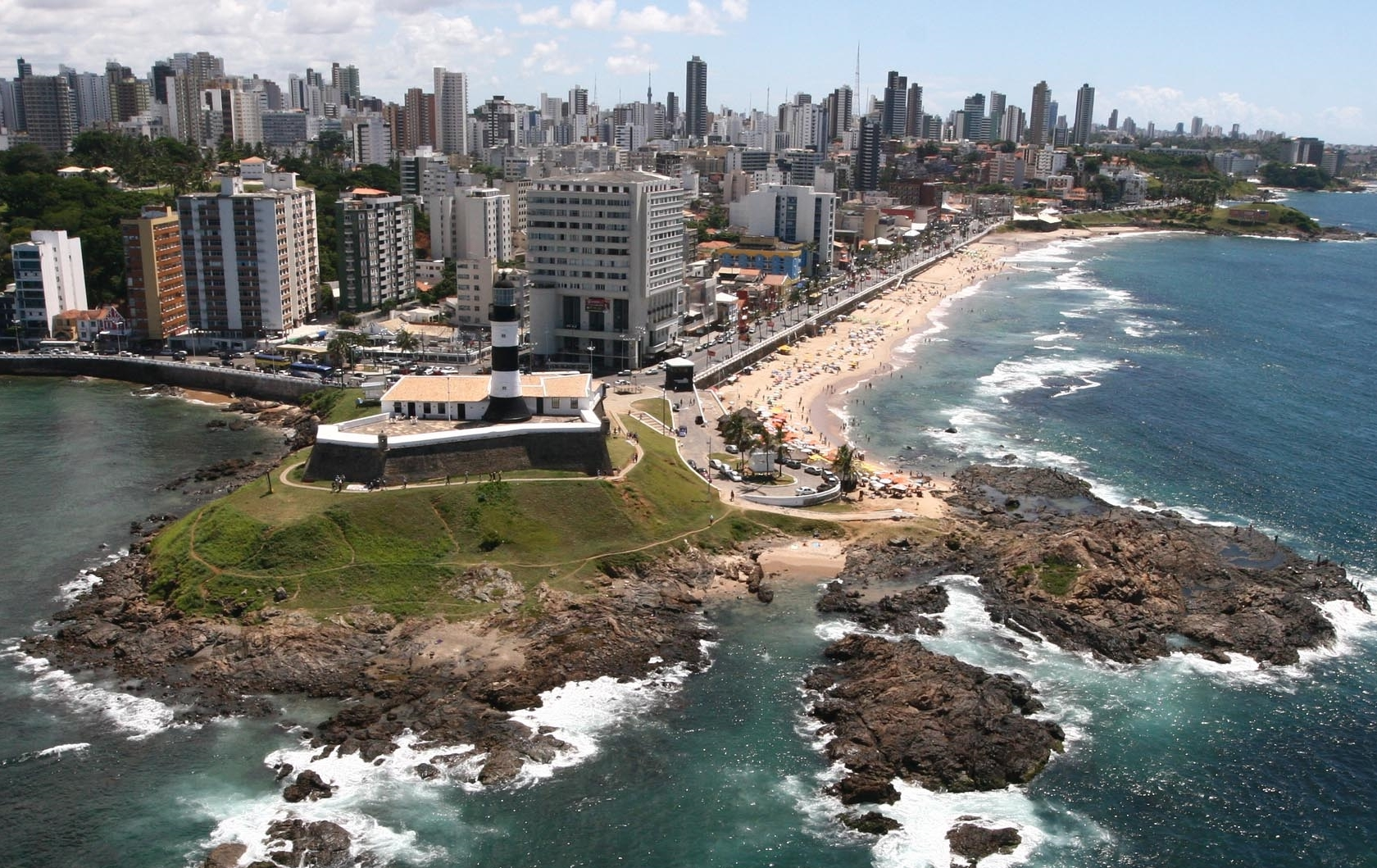
Salvador, Bahia

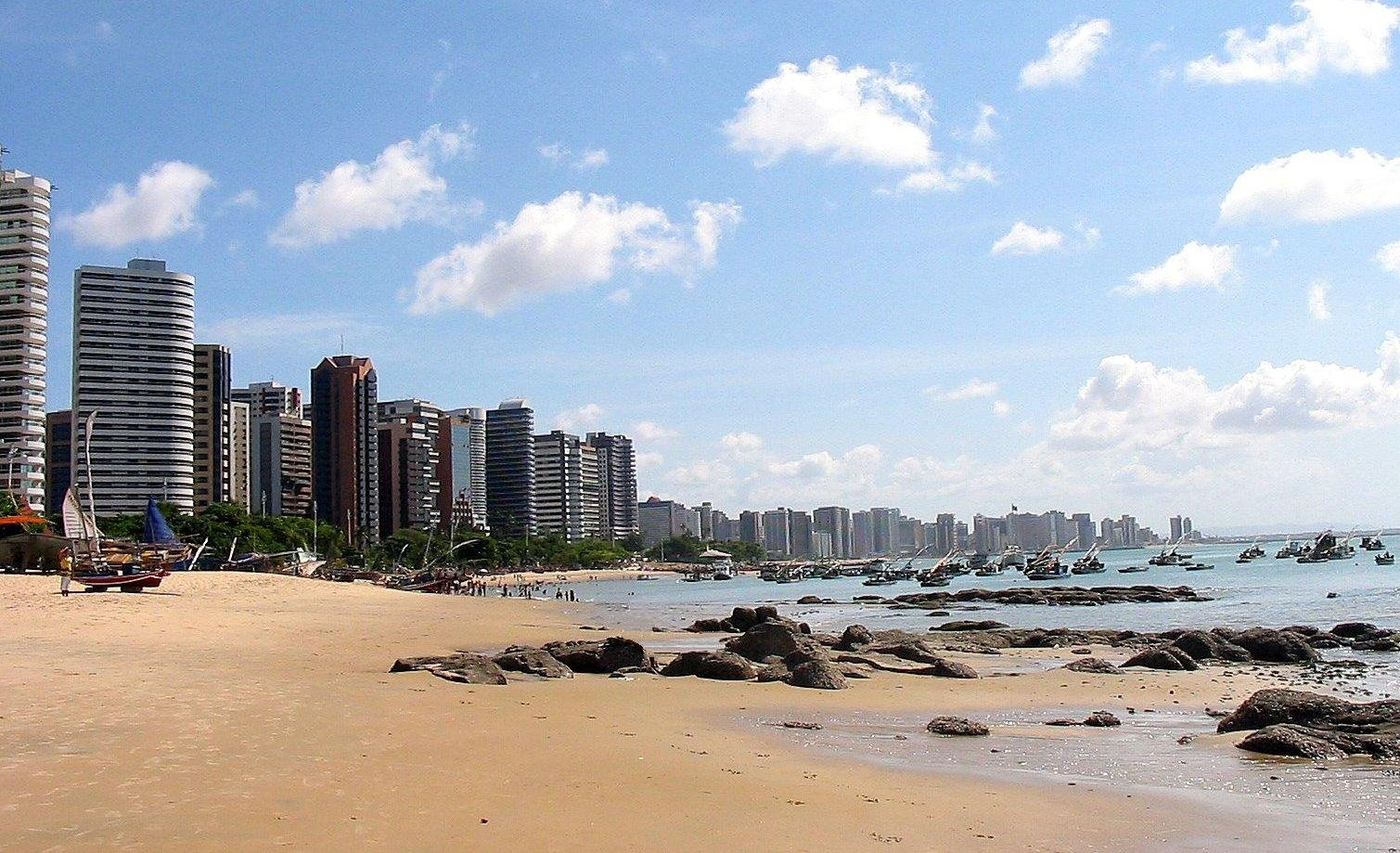
Fortaleza, Ceará

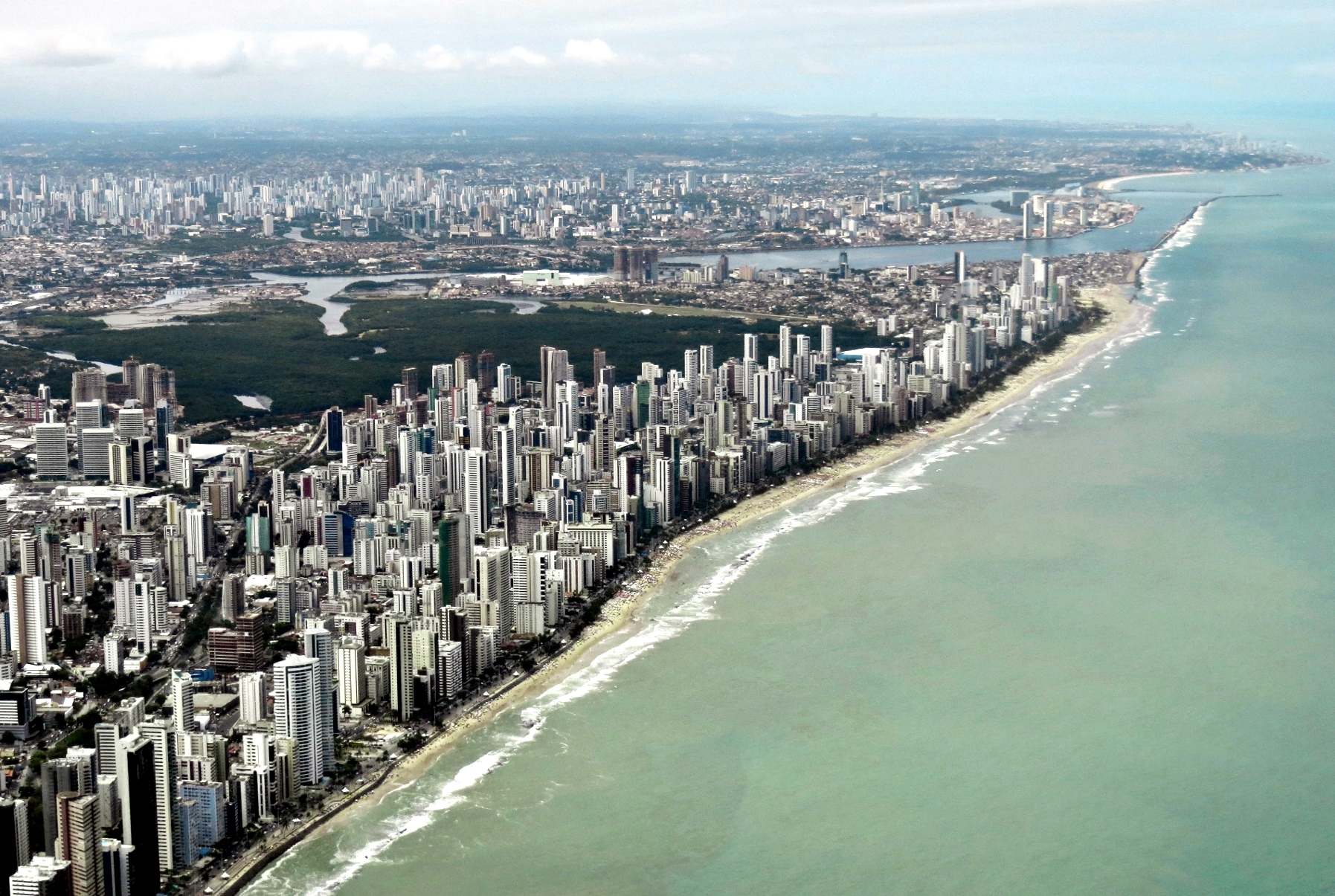
Recife, Pernambuco

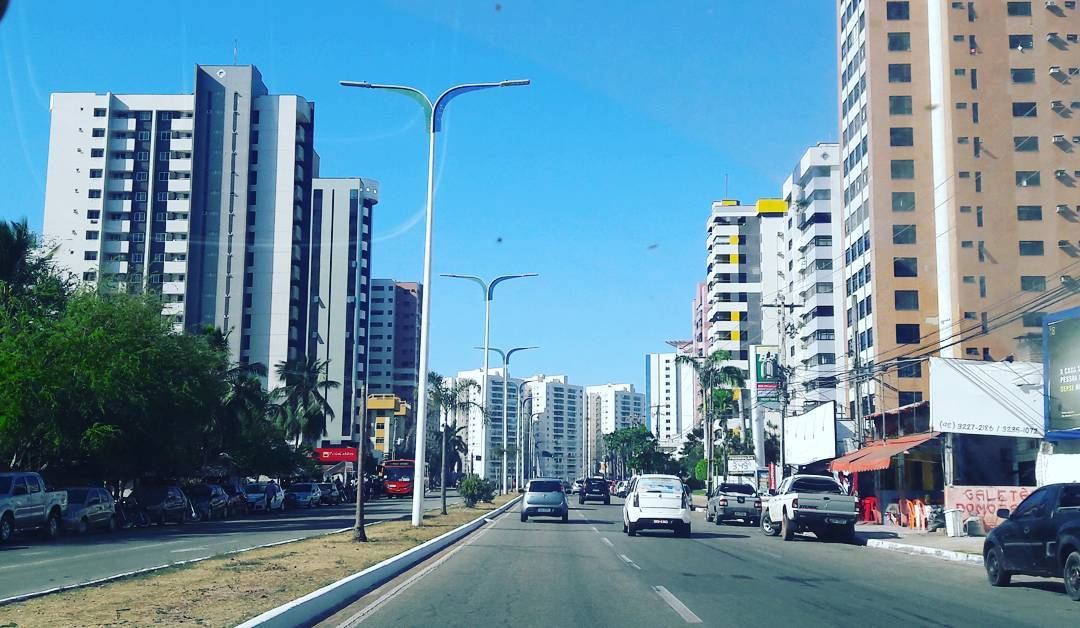
São Luís, Maranhão

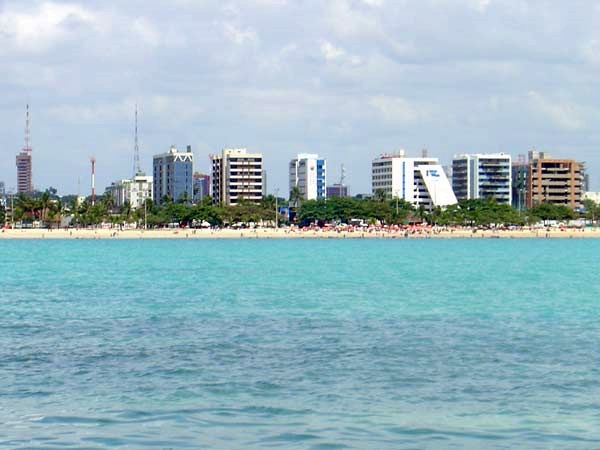
Maceió, Alagoas

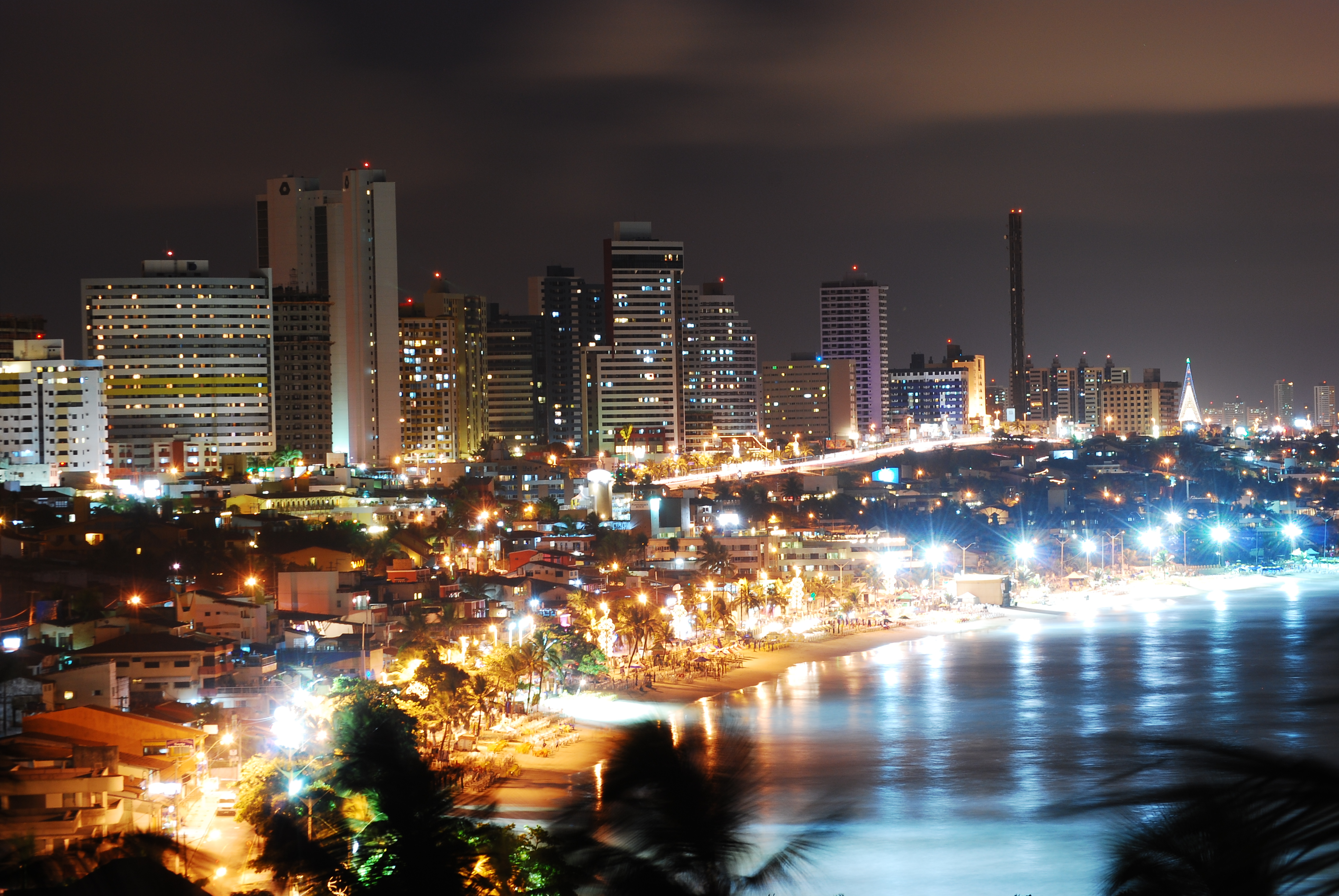
Natal, Rio Grande do Norte

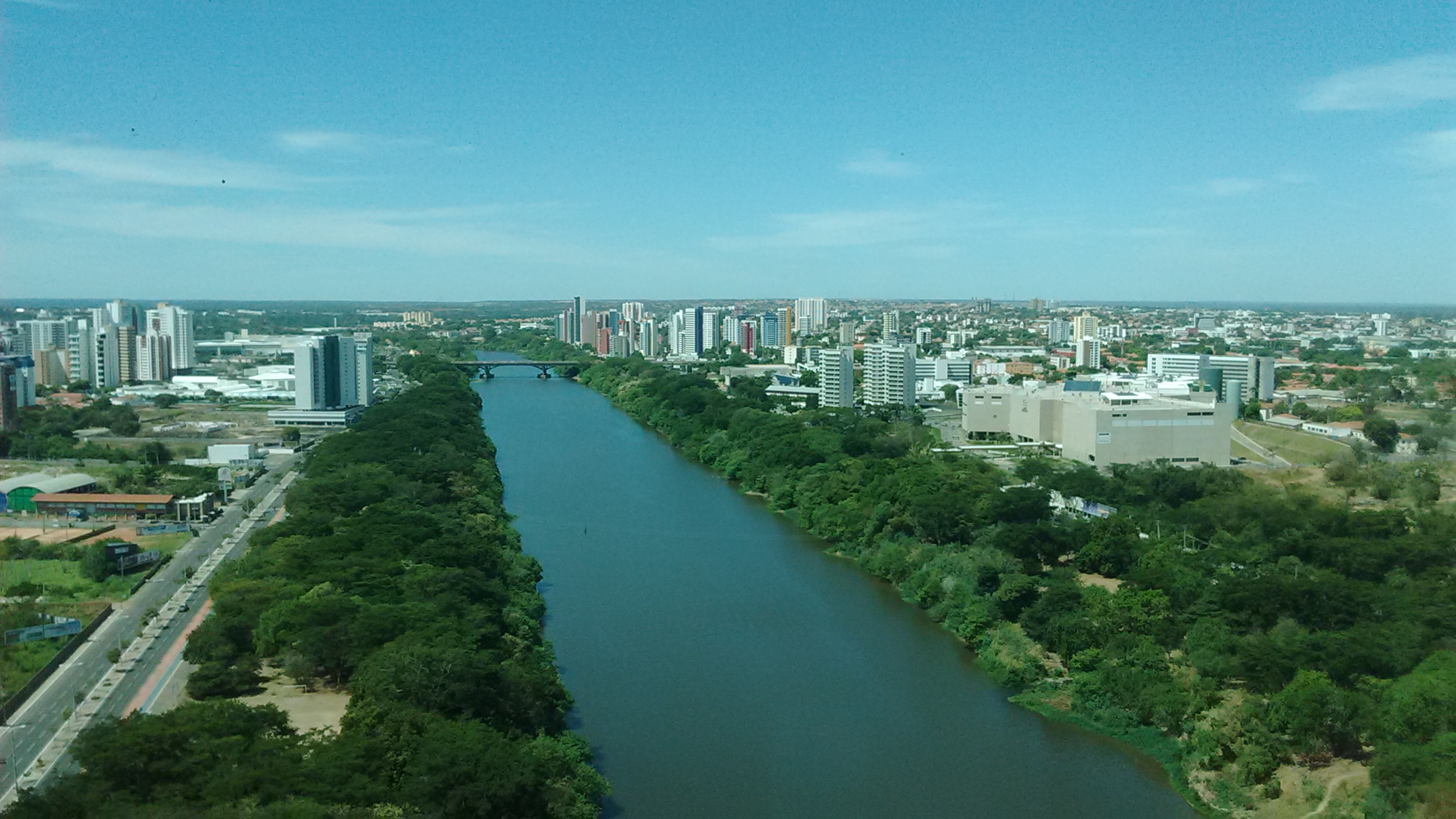
Teresina, Piauí

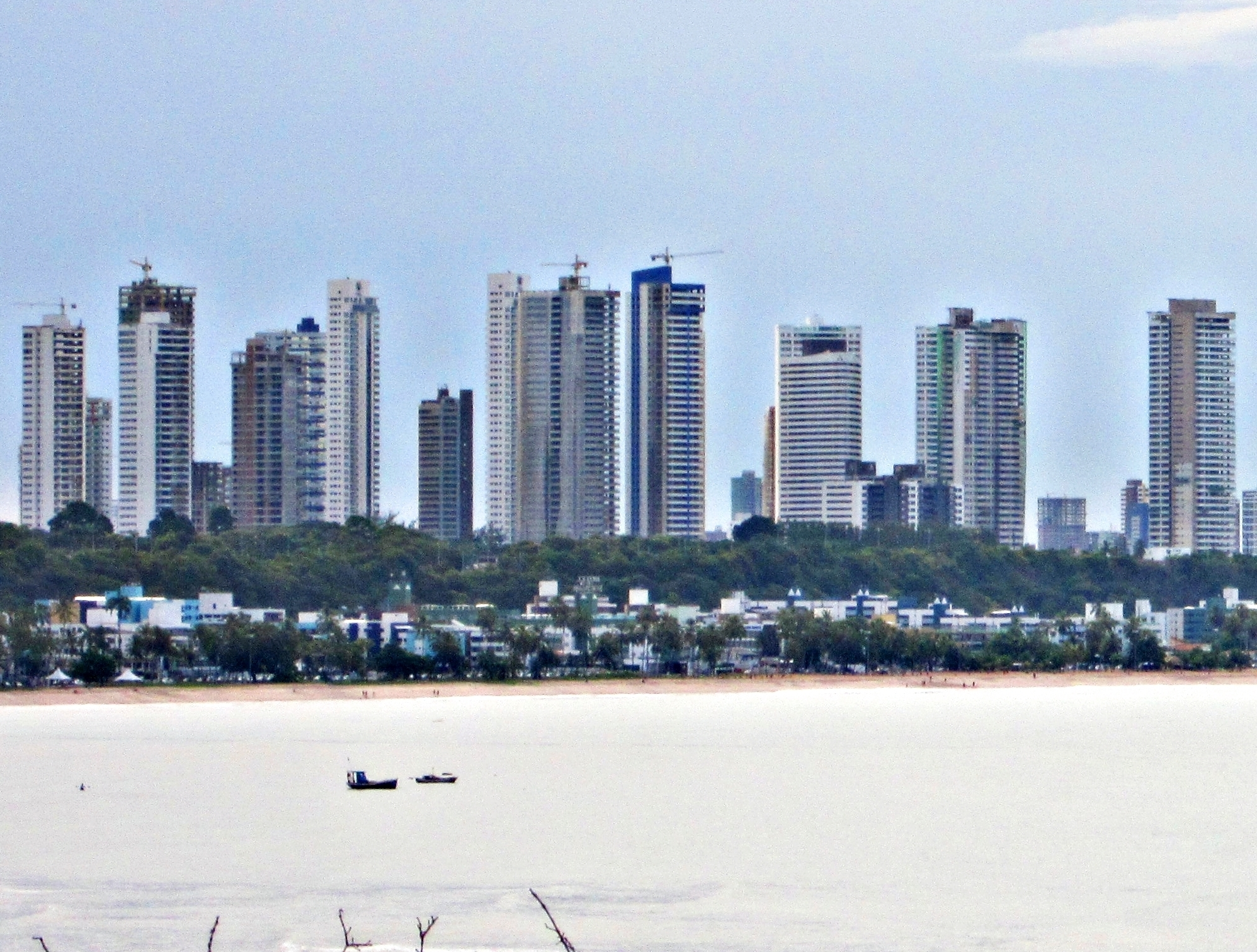
João Pessoa, Paraíba

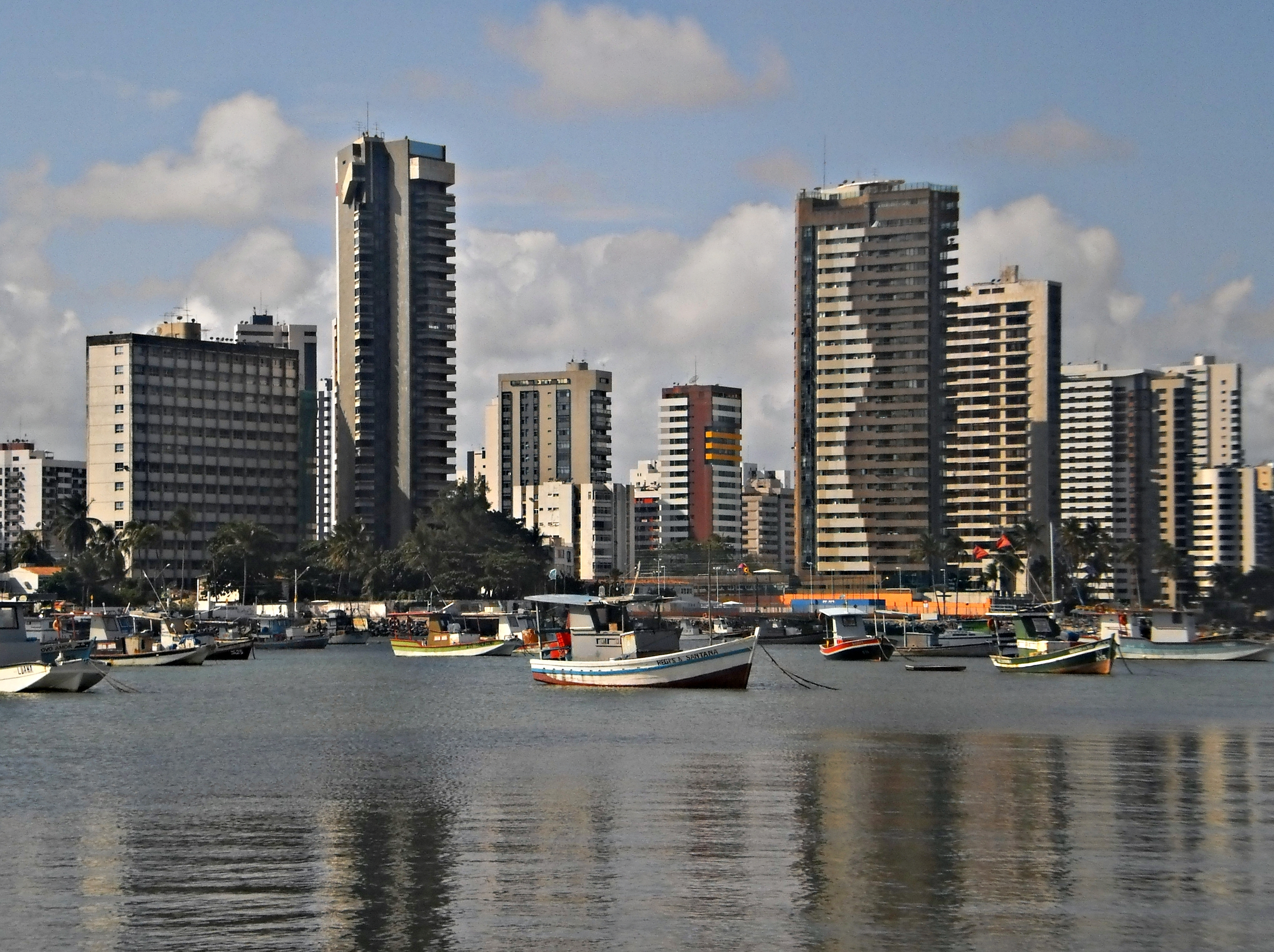
Jaboatão dos Guararapes, Pernambuco

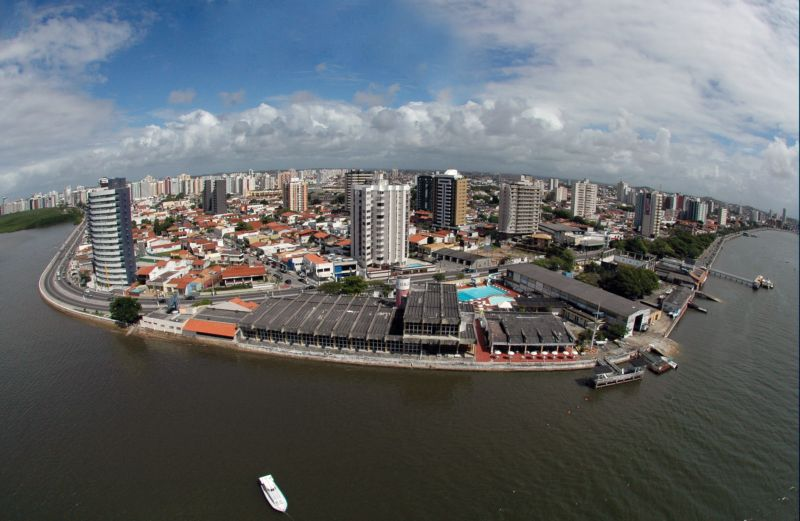
Aracaju, Sergipe

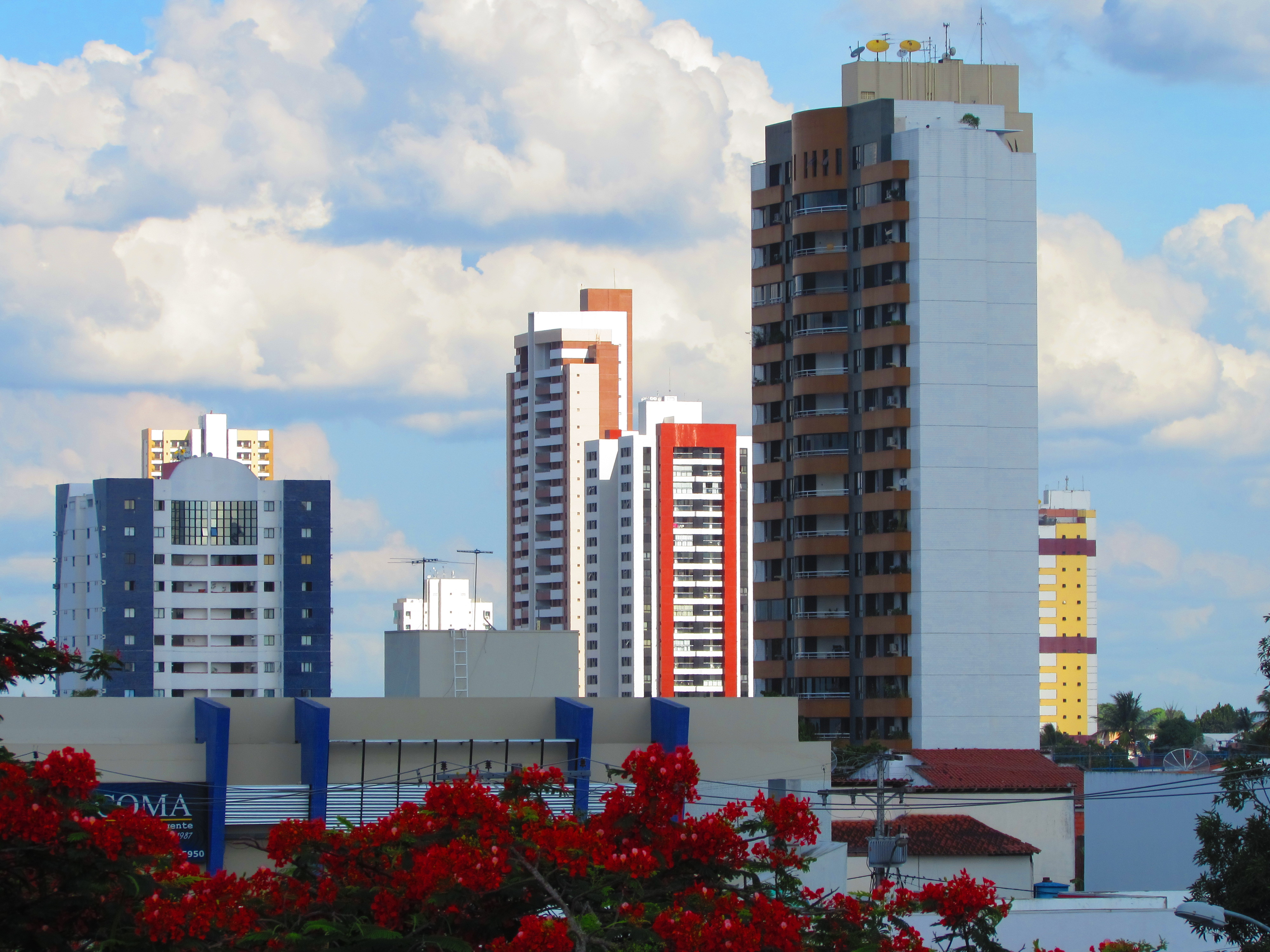
Feira de Santana, Bahia

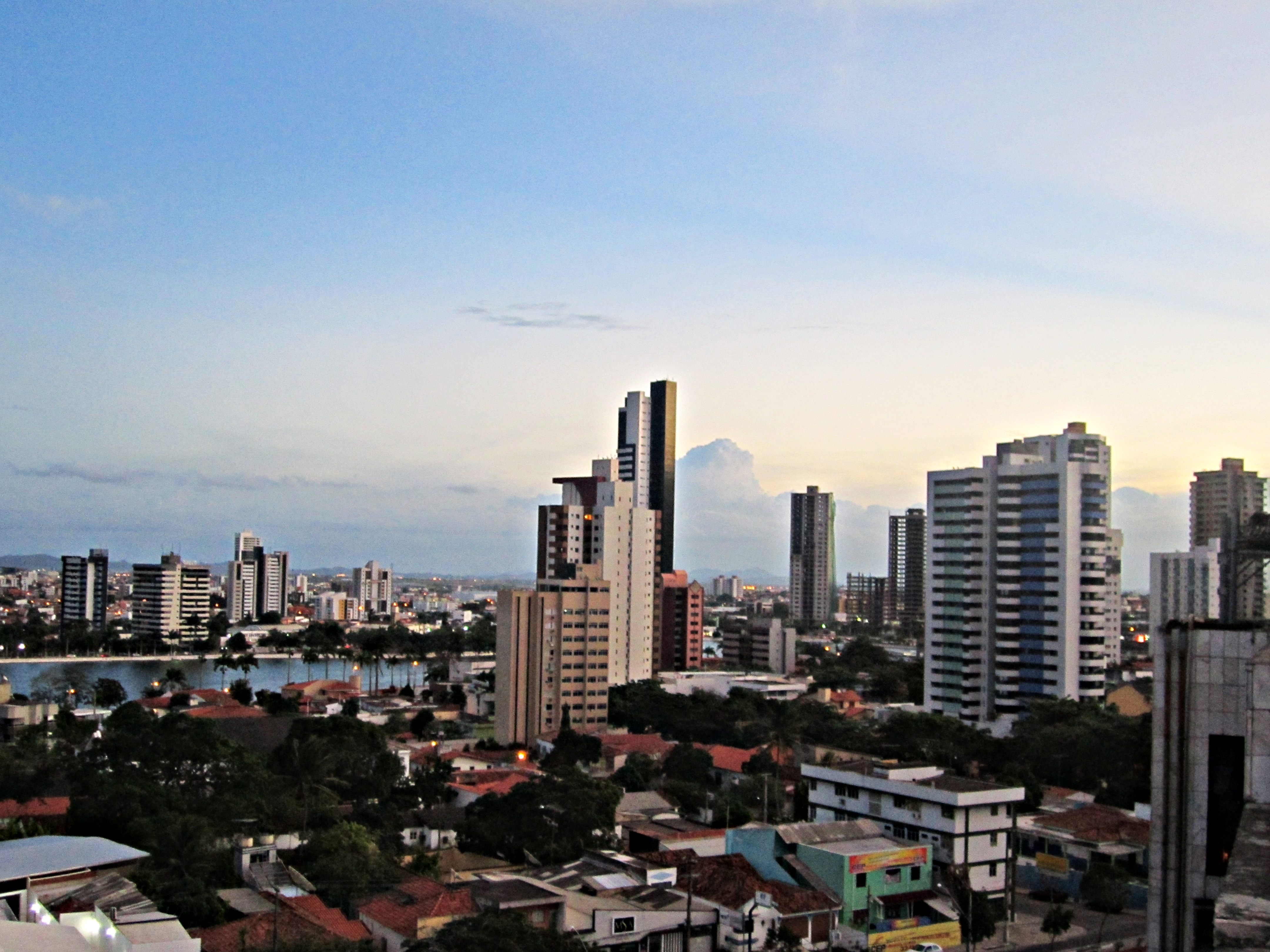
Campina Grande, Paraíba

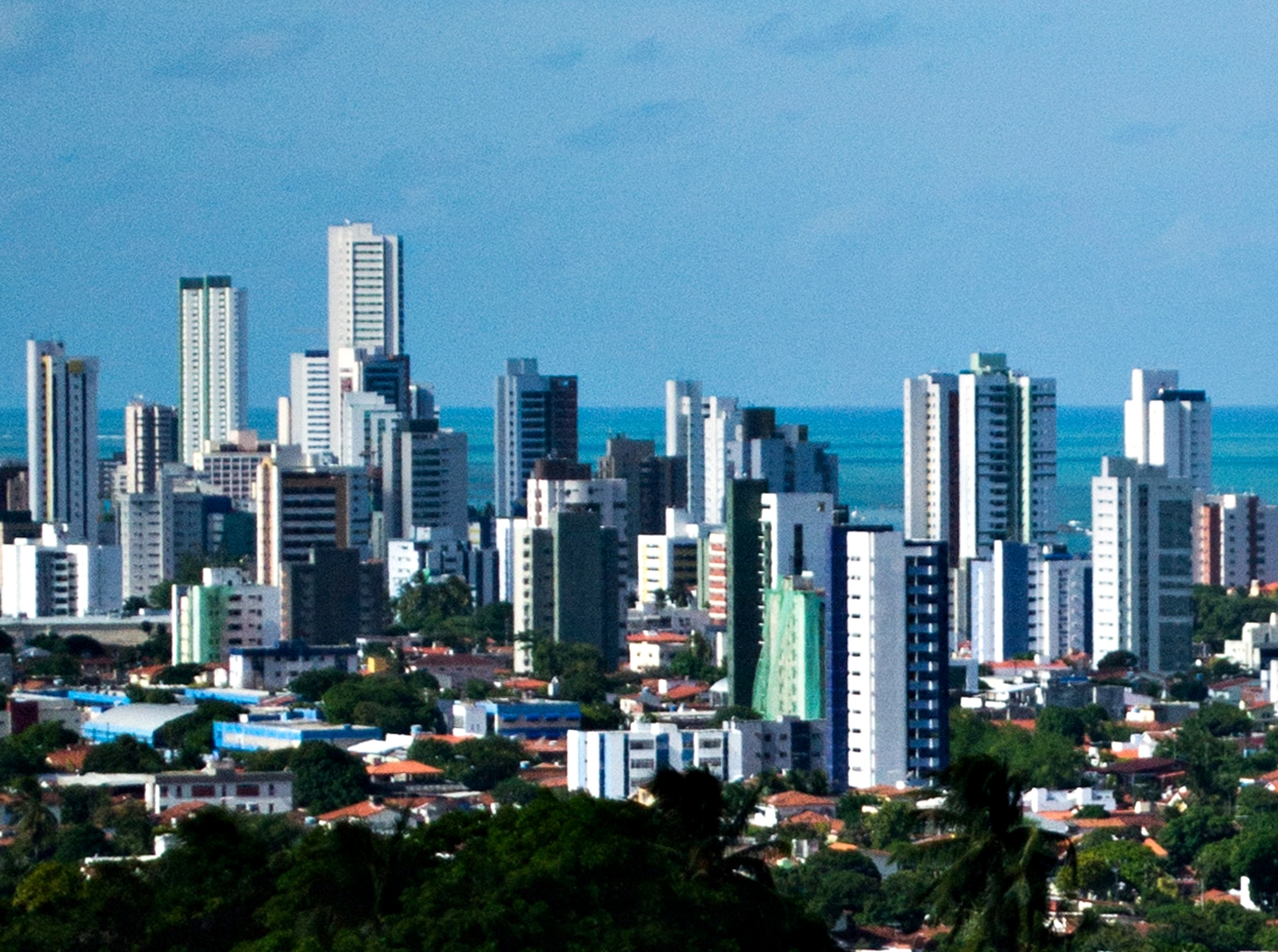
Olinda, Pernambuco

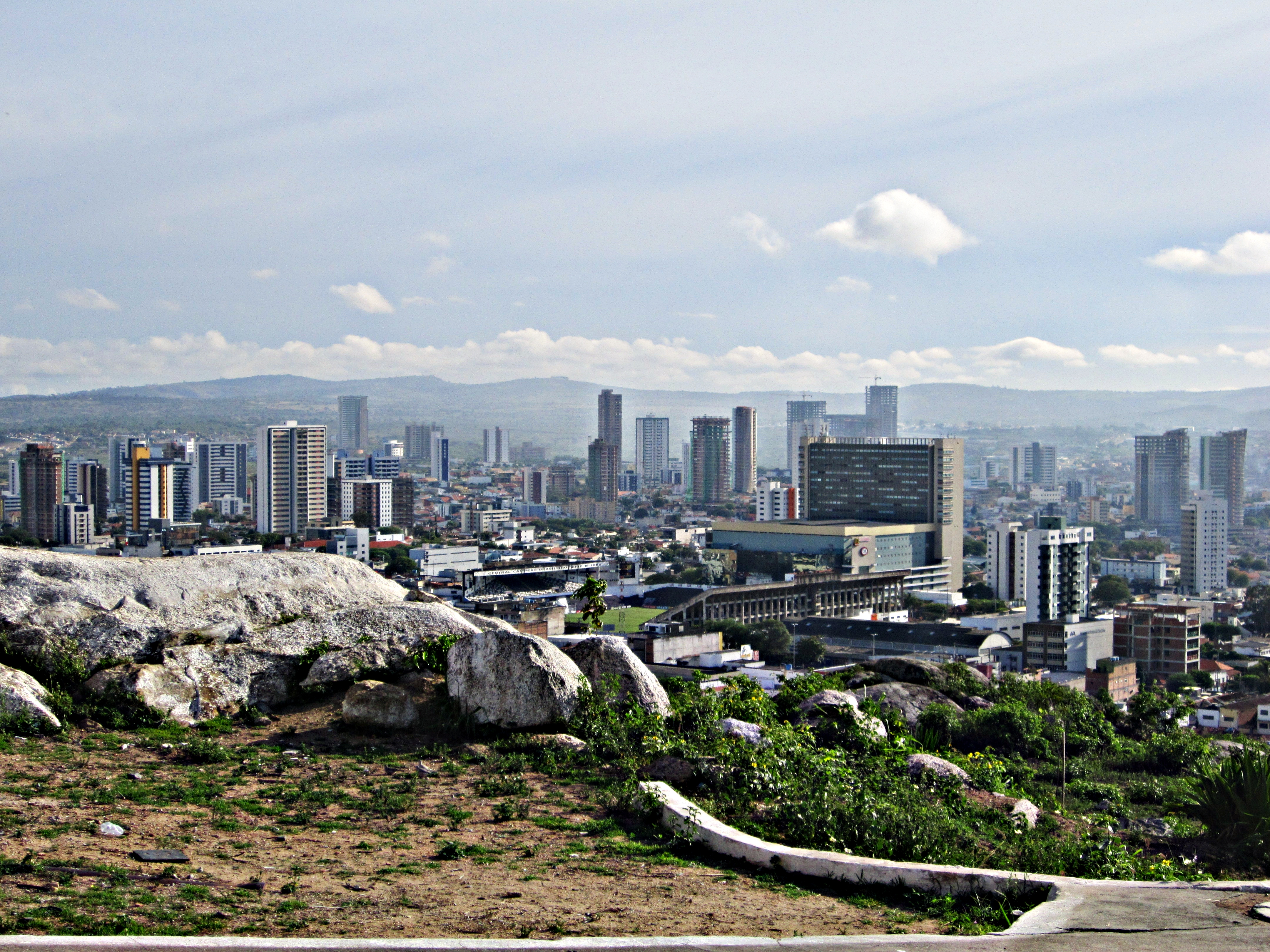
Caruaru, Pernambuco

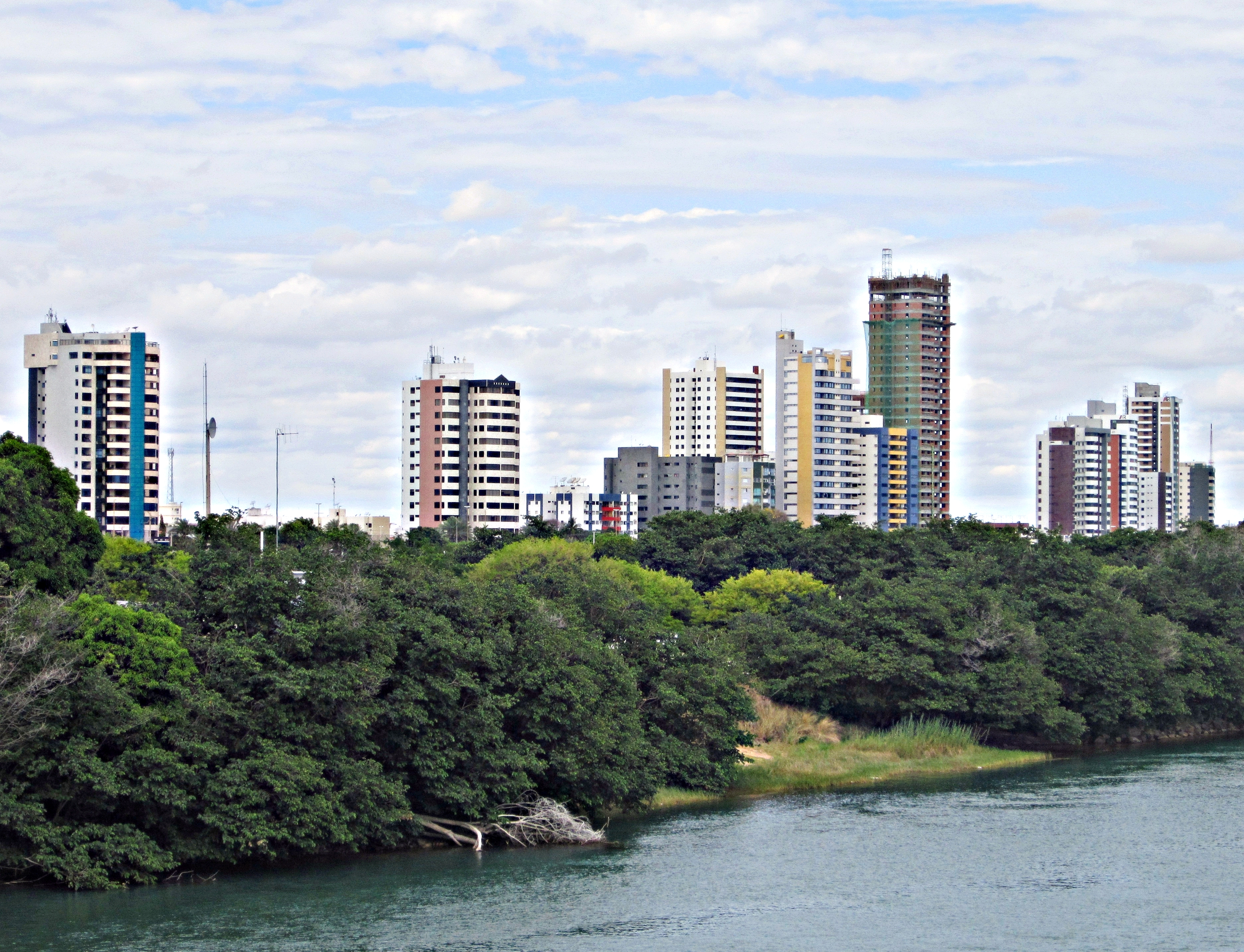
Petrolina, Pernambuco

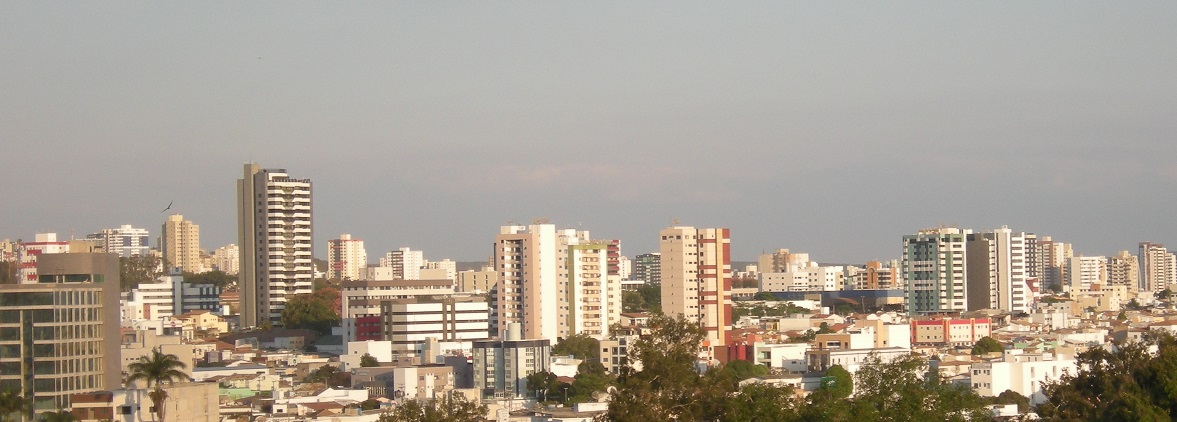
Vitória da Conquista, Bahia

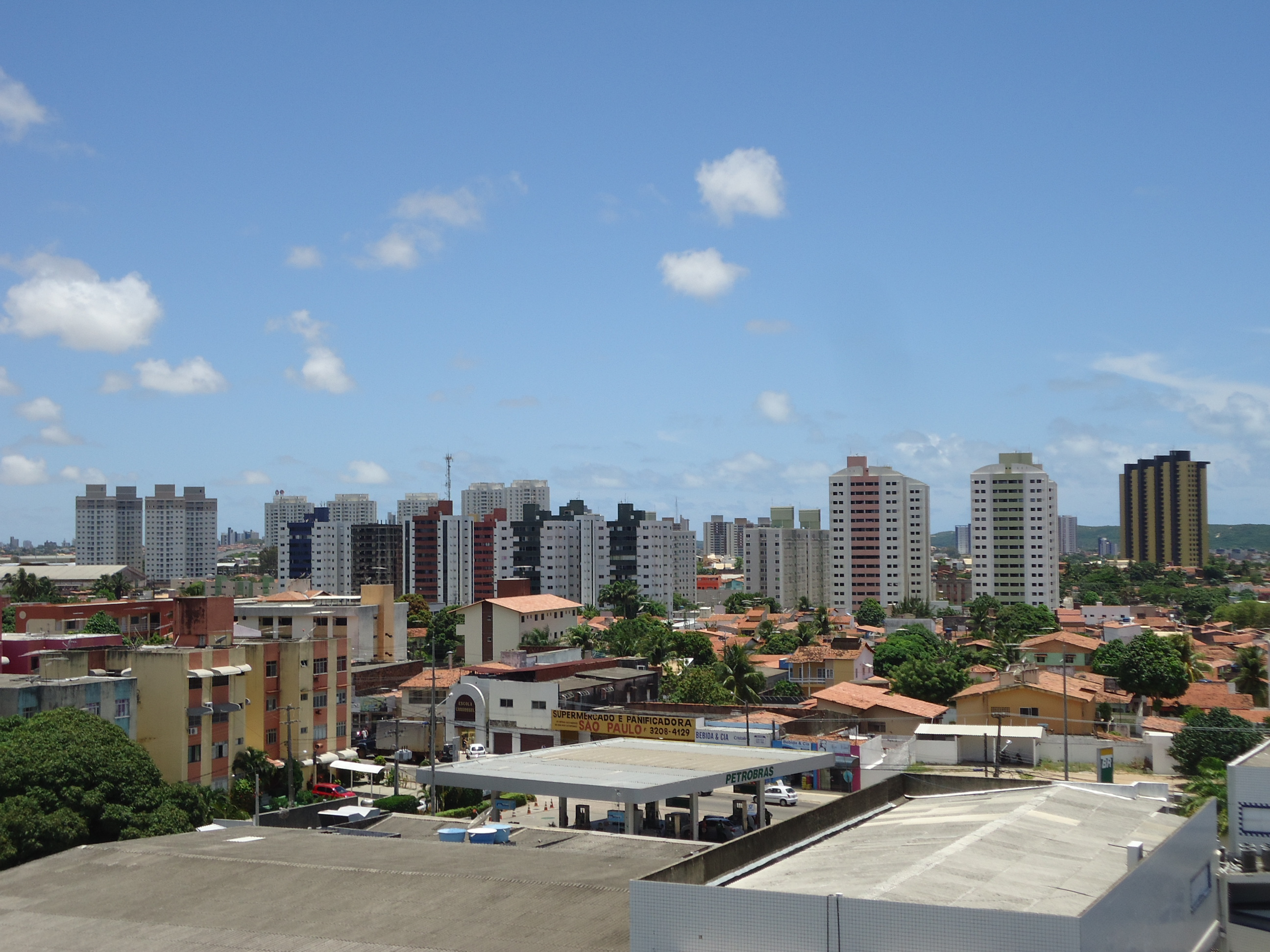
Parnamirim, Rio Grande do Norte

| RKG | RKF | Município                | UF                  | População municipal | População da grande concentração urbana |
| --- | --- | ------------------------ | ------------------- | ------------------- | --------------------------------------- |
| 1   | --  | Salvador                 | Bahia               | 2.872.347           | 3.779.939                               |
| 2   | --  | Fortaleza                | Ceará               | 2.669.342           | 3.642.907                               |
| 3   | --  | Recife                   | Pernambuco          | 1.645.727           | 4.056.323                               |
| 4   | --  | São Luís                 | Maranhão            | 1.101.884           | 1.432.529                               |
| 5   | --  | Maceió                   | Alagoas             | 1.018.948           | 1.219.902                               |
| 6   | --  | Natal                    | Rio Grande do Norte | 884.122             | 1.357.366                               |
| 7   | --  | Teresina                 | Piauí               | 864.845             | 1.051.833                               |
| 8   | --  | João Pessoa              | Paraíba             | 809.015             | 1.165.286                               |
| 9   | --  | Jaboatão dos Guararapes  | Pernambuco          | 702.298             | --                                      |
| 10  | --  | Aracaju                  | Sergipe             | 657.013             | 1.063.238                               |
| 11  | 1   | Feira de Santana         | Bahia               | 614.872             | --                                      |
| 12  | 2   | Campina Grande           | Paraíba             | 409.731             | --                                      |
| 13  | --  | Olinda                   | Pernambuco          | 392.482             | --                                      |
| 14  | --  | Caucaia                  | Ceará               | 361.400             | --                                      |
| 15  | 3   | Caruaru                  | Pernambuco          | 361.118             | --                                      |
| 16  | 4   | Petrolina                | Pernambuco          | 349.145             | --                                      |
| 17  | 5   | Vitória da Conquista     | Bahia               | 341.597             | --                                      |
| 18  | --  | Paulista                 | Pernambuco          | 331.774             | --                                      |
| 19  | --  | Camaçari                 | Bahia               | 299.132             | --                                      |
| 20  | 6   | Mossoró                  | Rio Grande do Norte | 297.378             | --                                      |
| 21  | 7   | Juazeiro do Norte        | Ceará               | 270.383             | --                                      |
| 22  | 8   | Parnamirim               | Rio Grande do Norte | 261.469             | --                                      |
| 23  | --  | Imperatriz               | Maranhão            | 254.569             | --                                      |
| 24  | 9   | Arapiraca                | Alagoas             | 234.185             | --                                      |
| 25  | --  | Maracanaú                | Ceará               | 224.804             | --                                      |
| 26  | 10  | Juazeiro                 | Bahia               | 221.773             | --                                      |
| 27  | 11  | Itabuna                  | Bahia               | 221.046             | --                                      |
| 28  | 12  | Sobral                   | Ceará               | 205.529             | --                                      |
| 29  | --  | Cabo de Santo Agostinho  | Pernambuco          | 207.048             | --                                      |
| 30  | --  | Lauro de Freitas         | Bahia               | 197.636             | --                                      |
| 31  | --  | Nossa Senhora do Socorro | Sergipe             | 181.928             | --                                      |
| 32  | 13  | Ilhéus                   | Bahia               | 176.341             | --                                      |
| 33  | --  | São José de Ribamar      | Maranhão            | 176.418             | --                                      |
| 34  | --  | Timon                    | Maranhão            | 167.619             | --                                      |
| 35  | 14  | Caxias                   | Maranhão            | 162.657             | --                                      |
| 36  | 15  | Jequié                   | Bahia               | 162.209             | --                                      |
| 37  | 16  | Teixeira de Freitas      | Bahia               | 161.690             | --                                      |
| 38  | 17  | Barreiras                | Bahia               | 157.638             | --                                      |
| 39  | --  | Camaragibe               | Pernambuco          | 157.828             | --                                      |
| 40  | 18  | Alagoinhas               | Bahia               | 155.979             | --                                      |
| 41  | 19  | Parnaíba                 | Piauí               | 153.078             | --                                      |
| 42  | 20  | Porto Seguro             | Bahia               | 149.324             | --                                      |
| 43  | 21  | Garanhuns                | Pernambuco          | 139.788             | --                                      |
| 44  | 22  | Vitória de Santo Antão   | Pernambuco          | 138.757             | --                                      |
| 45  | --  | Simões Filho             | Bahia               | 136.050             | --                                      |
| 46  | --  | Santa Rita               | Paraíba             | 135 915             | --                                      |
| 47  | --  | Crato                    | Ceará               | 130.604             | --                                      |
| 48  | --  | Itapipoca                | Ceará               | 127.465             | --                                      |
| 49  | 23  | Codó                     | Maranhão            | 120.810             | --                                      |
| 50  | 24  | Paulo Afonso             | Bahia               | 120.706             | --                                      |
| 51  | --  | Igarassu                 | Pernambuco          | 117.019             | --                                      |
| 52  | 25  | Eunápolis                | Bahia               | 115.290             | --                                      |
| 53  | --  | São Lourenço da Mata     | Pernambuco          | 113.230             | --                                      |
| 54  | 26  | Açailândia               | Maranhão            | 111.339             | --                                      |
| 55  | 27  | Patos                    | Paraíba             | 107.605             | --                                      |
| 56  | 28  | Santa Cruz do Capibaribe | Pernambuco          | 107.937             | --                                      |
| 57  | 29  | Bacabal                  | Maranhão            | 104.949             | --                                      |
| 58  | 30  | Lagarto                  | Sergipe             | 104.099             | --                                      |
| 59  | --  | Santo Antônio de Jesus   | Bahia               | 103.342             | --                                      |
| 60  | 31  | Iguatu                   | Ceará               | 102.614             | --                                      |
| 61  | --  | São Gonçalo do Amarante  | Rio Grande do Norte | 102.400             | --                                      |
| 62  | --  | Abreu e Lima             | Pernambuco          | 99.990              | --                                      |
| 63  | 32  | Valença                  | Bahia               | 98.749              | --                                      |
| 64  | --  | Bayeux                   | Paraíba             | 97.010              | --                                      |
| 65  | 33  | Itabaiana                | Sergipe             | 95.196              | --                                      |
| 66  | 34  | Balsas                   | Maranhão            | 94.779              | --                                      |
| 67  | --  | Ipojuca                  | Pernambuco          | 96.204              | --                                      |
| 68  | --  | Candeias                 | Bahia               | 89.707              | --                                      |
| 69  | --  | São Cristóvão            | Sergipe             | 89.232              | --                                      |
| 70  | 35  | Santa Inês               | Maranhão            | 88.013              | --                                      |
| 71  | 36  | Guanambi                 | Bahia               | 86.808              | --                                      |
| 72  | 37  | Quixadá                  | Ceará               | 86.605              | --                                      |
| 73  | 38  | Serra Talhada            | Pernambuco          | 86.350              | --                                      |
| 74  | 39  | Araripina                | Pernambuco          | 84.074              | --                                      |
| 75  | 40  | Jacobina                 | Bahia               | 83.635              | --                                      |
| 76  | 41  | Luís Eduardo Magalhães   | Bahia               | 83.557              | --                                      |
| 77  | 42  | Gravatá                  | Pernambuco          | 83.241              | --                                      |
| 78  | 43  | Serrinha                 | Bahia               | 83.088              | --                                      |
| 79  | --  | Pacatuba                 | Ceará               | 82.824              | --                                      |
| 80  | 44  | Carpina                  | Pernambuco          | 83.641              | --                                      |
| 81  | 45  | Pinheiro                 | Maranhão            | 82.374              | --                                      |
| 82  | 46  | Senhor do Bonfim         | Bahia               | 81.218              | --                                      |
| 83  | 47  | Macaíba                  | Rio Grande do Norte | 80.792              | --                                      |
| 84  | 48  | Goiana                   | Pernambuco          | 79.758              | --                                      |
| 85  | --  | Aquiraz                  | Ceará               | 79.128              | --                                      |
| 86  | 49  | Chapadinha               | Maranhão            | 78.965              | --                                      |
| 87  | 50  | Quixeramobim             | Ceará               | 78.658              | --                                      |
| 88  | 51  | Canindé                  | Ceará               | 77.514              | --                                      |
| 89  | 52  | Picos                    | Piauí               | 76.928              | --                                      |
| 90  | 53  | Russas                   | Ceará               | 76.475              | --                                      |
| 91  | 54  | Rio Largo                | Alagoas             | 76.019              | --                                      |
| 92  | 55  | Belo Jardim              | Pernambuco          | 76.439              | --                                      |
| 93  | 56  | Tianguá                  | Ceará               | 74.719              | --                                      |
| 94  | 57  | Crateús                  | Ceará               | 74.426              | --                                      |
| 95  | 58  | Palmeira dos Índios      | Alagoas             | 74.208              | --                                      |
| 96  | 59  | Arcoverde                | Pernambuco          | 74.338              | --                                      |
| 97  | 60  | Aracati                  | Ceará               | 73.629              | --                                      |
| 98  | 61  | Santa Luzia              | Maranhão            | 71.576              | --                                      |
| 99  | --  | Cascavel                 | Ceará               | 71.079              | --                                      |
| 100 | 62  | Conceição do Coité       | Bahia               | 68.303              | --                                      |

Dos cem municípios mais populosos da Região Nordeste do Brasil, 23 deles estão no estado da Bahia, que é também o mais populoso. Pernambuco vem em seguida, tendo 22 municípios entre os cem mais populosos. O Ceará possui 18 municípios entre os mais populosos, seguido do Maranhão, com 14 e Rio Grande do Norte com 6 municípios. Paraíba e Sergipe possuem 5 municípios cada, seguidos de Alagoas e Piauí, com 4 e 3 municípios, respectivamente, na lista dos 100 mais populosos de sua região.
| Posição | Estado              | Nº de Municípios |
| ------- | ------------------- | ---------------- |
| 1       | Bahia               | 23               |
| 2       | Pernambuco          | 22               |
| 3       | Ceará               | 18               |
| 4       | Maranhão            | 14               |
| 5       | Rio Grande do Norte | 6                |
| 6       | Paraíba             | 5                |
| 7       | Sergipe             | 5                |
| 8       | Alagoas             | 4                |
| 9       | Piauí               | 3                |